# Alessandro Tuia
Alessandro Tuia (Civita Castellana, 8 giugno 1990) è un calciatore italiano, difensore dell'Osijek.

## Carriera

### Club
Cresciuto nelle giovanili della Lazio, entra nel giro della prima squadra dalla stagione 2007-2008, quando l'allora tecnico biancoceleste Delio Rossi lo inserisce nella lista B della UEFA Champions League. Nella stagione successiva, sempre sotto la guida di Rossi, esordisce in Serie A contro la Juventus, entrando al posto del compagno di reparto Sebastiano Siviglia nell'ultima gara del campionato, vinta dai bianconeri per 2-0 a Torino il 31 maggio 2009.
In estate viene girato in prestito al Monza, dove rimane per due stagioni collezionando 42 presenze in Lega Pro. La stagione successiva passa al Foligno in comproprietà e a fine stagione viene riscattato dalla Lazio, che però lo gira con la stessa formula alla Salernitana.
Nell'estate 2014 passa alla Salernitana, che acquisisce l'intero cartellino del giocatore.
Il 3 luglio 2018 viene ingaggiato dal Benevento, con cui firma un contratto fino al 30 giugno 2021. Con i sanniti ottiene la promozione nella massima nel campionato di Serie B 2019-2020. Segna il primo gol in Serie A il 6 gennaio 2021, nella partita vinta in casa del Cagliari per 2-1.
Il 14 giugno 2021 viene acquistato dal Lecce, con cui firma un contratto biennale con opzione per il terzo anno. Con i salentini ottiene la promozione in massima serie nel campionato di Serie B 2021-2022 e mette a referto 7 presenze nel successivo campionato di Serie A, chiusosi con la salvezza dei salentini. 
Il 17 ottobre 2023, dopo essere rimasto svincolato, si accasa alla Cremonese.
Il 29 agosto 2024 si trasferisce ai croati dell'Osijek.

### Nazionale
Ha giocato nelle nazionali giovanili italiane Under-16 ed Under-17.

## Statistiche

### Presenze e reti nei club
Statistiche aggiornate al 4 marzo 2024.
| Stagione           | Squadra            | Campionato         | Campionato | Campionato | Coppe nazionali | Coppe nazionali | Coppe nazionali | Coppe continentali | Coppe continentali | Coppe continentali | Altre coppe | Altre coppe | Altre coppe | Totale | Totale |
| Stagione           | Squadra            | Comp               | Pres       | Reti       | Comp            | Pres            | Reti            | Comp               | Pres               | Reti               | Comp        | Pres        | Reti        | Pres   | Reti   |
| ------------------ | ------------------ | ------------------ | ---------- | ---------- | --------------- | --------------- | --------------- | ------------------ | ------------------ | ------------------ | ----------- | ----------- | ----------- | ------ | ------ |
| 2007-2008          | Lazio              | A                  | 0          | 0          | CI              | 0               | 0               | UCL                | 0                  | 0                  | -           | -           | -           | 0      | 0      |
| 2008-2009          | Lazio              | A                  | 1          | 0          | CI              | 0               | 0               | -                  | -                  | -                  | -           | -           | -           | 1      | 0      |
| Totale Lazio       | Totale Lazio       | Totale Lazio       | 1          | 0          |                 | 0               | 0               |                    | 0                  | 0                  |             | -           | -           | 1      | 0      |
| 2009-2010          | Monza              | 1D                 | 19         | 0          | CI-LP           | 0               | 0               | -                  | -                  | -                  | -           | -           | -           | 19     | 0      |
| 2010-2011          | Monza              | 1D                 | 23         | 1          | CI+CI-LP        | 0+2             | 0+1             | -                  | -                  | -                  | -           | -           | -           | 25     | 2      |
| Totale Monza       | Totale Monza       | Totale Monza       | 42         | 1          |                 | 2               | 1               |                    | -                  | -                  |             | -           | -           | 44     | 2      |
| 2011-2012          | Foligno            | 1D                 | 25         | 0          | CI-LP           | 0               | 0               | -                  | -                  | -                  | -           | -           | -           | 25     | 0      |
| 2012-2013          | Salernitana        | 2D                 | 25         | 0          | CI-LP           | 2               | 0               | -                  | -                  | -                  | SL-SD       | 0           | 0           | 27     | 0      |
| 2013-2014          | Salernitana        | 1D                 | 24+1       | 0          | CI+CI-LP        | 1+0             | 0               | -                  | -                  | -                  | -           | -           | -           | 26     | 0      |
| 2014-2015          | Salernitana        | LP                 | 26         | 1          | CI+CI-LP        | 0+1             | 0               | -                  | -                  | -                  | SI-LP       | 1           | 0           | 28     | 1      |
| 2015-2016          | Salernitana        | B                  | 7+2        | 0+0        | CI              | 1               | 0               | -                  | -                  | -                  | -           | -           | -           | 10     | 0      |
| 2016-2017          | Salernitana        | B                  | 29         | 0          | CI              | 2               | 0               | -                  | -                  | -                  | -           | -           | -           | 31     | 0      |
| 2017-2018          | Salernitana        | B                  | 20         | 1          | CI              | 2               | 0               | -                  | -                  | -                  | -           | -           | -           | 22     | 1      |
| Totale Salernitana | Totale Salernitana | Totale Salernitana | 131+3      | 2          |                 | 9               | 0               |                    | -                  | -                  |             | 1           | 0           | 144    | 2      |
| 2018-2019          | Benevento          | B                  | 6          | 0          | CI              | 1               | 0               | -                  | -                  | -                  | -           | -           | -           | 7      | 0      |
| 2019-2020          | Benevento          | B                  | 20         | 3          | CI              | 0               | 0               | -                  | -                  | -                  | -           | -           | -           | 20     | 3      |
| 2020-2021          | Benevento          | A                  | 27         | 1          | CI              | 1               | 0               | -                  | -                  | -                  | -           | -           | -           | 28     | 1      |
| Totale Benevento   | Totale Benevento   | Totale Benevento   | 53         | 4          |                 | 2               | 0               |                    | -                  | -                  |             | -           | -           | 55     | 4      |
| 2021-2022          | Lecce              | B                  | 19         | 1          | CI              | 1               | 1               | -                  | -                  | -                  | -           | -           | -           | 20     | 2      |
| 2022-2023          | Lecce              | A                  | 7          | 0          | CI              | -               | -               | -                  | -                  | -                  | -           | -           | -           | 7      | 0      |
| Totale Lecce       | Totale Lecce       | Totale Lecce       | 26         | 1          |                 | 1               | 1               |                    | -                  | -                  |             | -           | -           | 27     | 2      |
| 2023-2024          | Cremonese          | B                  | 4          | 0          | CI              | 2               | 0               | -                  | -                  | -                  | -           | -           | -           | 6      | 0      |
| Totale carriera    | Totale carriera    | Totale carriera    | 272+3      | 8          |                 | 16              | 2               |                    | 0                  | 0                  |             | 1           | 0           | 392    | 10     |

## Palmarès

### Club
- Coppa Italia: 1

Lazio: 2008-2009
- Lega Pro Seconda Divisione: 1

Salernitana: 2012-2013
- Supercoppa di Lega di Seconda Divisione: 1

Salernitana: 2013
- Coppa Italia Lega Pro: 1

Salernitana: 2013-2014
- Campionato italiano Lega Pro: 1

Salernitana: 2014-2015
- Campionato italiano di Serie B: 2

Benevento: 2019-2020
Lecce: 2021-2022